# Paola & Chiara
Paola e Chiara est un duo de pop musique italienne composé de Paola et Chiara Iezzi, deux sœurs, nées à Milan. Ce groupe féminin a vendu plus de cinq millions de disques.

## Carrière
La carrière nationale du duo a commencé lorsque le manager du groupe pop 883 de Max Pezzali a repéré les deux sœurs sur scène à Milan et les prises sous contrat comme choristes. La carrière des sœurs en tant que « Paola & Chiara » a commencé en 1997 lorsqu'elles se sont séparées de 883.
En 1997, les sœurs ont remporté la catégorie « Nuove proposte » avec la chanson Amici come prima au Festival de Sanremo  et sortent leur premier album.
Le duo a sorti cinq autres albums studio, incorporant des influences musicales comme des éléments pop et celtique espagnols, se produisant dans plusieurs langues différentes, atteignant le succès en 2000 obtenant un succès estival avec Vamos a bailar (esta vida nueva), qui a remporté le concours Un disco per l'estate.
En juillet 2013, le duo a sorti l'album Giungla, avec la participation des rappeurs Razza Krasta et Moreno. Peu de temps après la sortie de l'album, le duo annonce sa séparation.

## Discographie

### Albums
- 1997 : Ci Chiamano Bambine
- 1998 : Giornata Storica
- 2000 : Television
- 2002 : Festival
- 2004 : Blu
- 2007 : Win the Game
- 2010 : Milleluci
- 2013 : Giungla
- 2023 : Per sempre

### DVDs
- 2005 : Paola e Chiara The Video Collection: 1997–2005

### Singles
| année | Single                           | Position au hit |
| année | Single                           | ITA             |
| ----- | -------------------------------- | --------------- |
| 2000  | Vamos a bailar (esta vida nueva) | 1               |
| 2000  | Viva el amor!                    | 8               |
| 2002  | Festival                         | 6               |
| 2005  | A modo mio                       | 10              |
| 2007  | Second Life                      | 4               |
| 2007  | Cambiare pagina                  | 7               |